# Blaine (Minnesota)
Blaine je město v okresech Anoka County a Ramsey County ve státě Minnesota ve Spojených státech amerických. Jedná se o největší město okresu Anoka County, ale není jeho sídlem, tím je Anoka. V roce 2020 zde žilo 70 222 obyvatel, což z něj činilo jedenácté největší město v Minnesotě, a s celkovou rozlohou  byla hustota zalidnění 796,3 obyvatel na km². Je pojmenováno po republikánském senátorovi Jamesi G. Blainovi (1830–1893).
Město leží 21 km severně od Minneapolis a 30 km severně od Saint Paulu. Hlavní silnice, které jím procházejí jsou Interstate Highway 35W, U.S. Highway 10, a Minnesota State Highway 65.